# Advanta Championships 2003
Advanta Championships 2003 — тенісний турнір, що проходив на закритих кортах з твердим покриттям The Pavilion у Вілланова, Філадельфія (США). Належав до турнірів 2-ї категорії в рамках Туру WTA 2003. Відбувсь удев'ятнадцяте і тривав з 27 жовтня до 2 листопада 2003 року. Друга сіяна Амелі Моресмо здобула титул в одиночному розряді й отримала 93 тис. доларів США.

## Фінальна частина

### Одиночний розряд
Амелі Моресмо —  Анастасія Мискіна 5–7, 6–0, 6–2
- Для Моресмо це був 2-й титул в одиночному розряді за рік і 10-й — за кар'єру.

### Парний розряд
Мартіна Навратілова /  Ліза Реймонд —  Кара Блек /  Ренне Стаббс 6–3, 6–4